# Louis Van de Poele
Louis Van de Poele est un militaire et sapeur-pompier belge né à Gand (alors dans le comté de Flandre des Pays-Bas autrichiens) le 18 novembre 1783 et décédé dans la même ville le 15 août 1856.
Il commence sa carrière dans la Grande Armée de Napoléon Bonaparte puis, après la chute du Premier Empire, revient dans ce qui est devenu le royaume uni des Pays-Bas et intègre les pompiers de Gand, dont il prend le commandement en 1829. Rangé du côté des patriotes lors de la révolution belge qui éclate l'année suivante, lui et ses hommes empêchent le coup d'état orangiste de 1831 à Gand, à la suite de quoi il rejoint la commission de sûreté publique de la ville, puis les nouvelles forces armées belges. Louis Van de Poele est alors nommé commandant militaire de la place de Gand.

## Biographie

### Origines
Louis Grégoire Van de Poele est le deuxième enfant de Jérome François Jean Van de Poele (1740-1814) et de Marie Jacqueline de Roo (1751-1821), qui en eurent sept. 
Il se marie une première fois à Gand le 18 juin 1821 avec Anne Françoise Van der Elst (1783-1838). Après le décès de cette dernière, il se remarie le 21 septembre 1839 à Courtrai avec Héléna Eudoxia Amata de Brabandere (1811-1885) avec laquelle il a un fils, Léopold Louis Marie Van de Poele (1840-1867).

### Période française
Lors de la période française de l'histoire de la Belgique, il s'engage le 18 pluviôse an XI (7 février 1803) à l'âge de 19 ans au service militaire comme soldat du 6e régiment de hussards de Pierre Claude Pajol. Il participe à la campagne d'Allemagne de 1805 dans les rangs de la 1ère brigade de la division de cavalerie légère du général Jean Laurent Justin de Lacoste du Vivier, appartenant au 2e corps d'armée du maréchal Marmont. Il combat notamment lors de la bataille d'Ulm puis rejoint l'armée d'Italie. Il se distingue à la bataille d'Iéna, de Friedland, de Wagram ainsi qu'à la célèbre bataille d'Austerlitz. Il est blessé à deux reprises sur les champs de guerre.
Pendant la campagne d'Allemagne et d'Autriche de 1809, il fait partie de la 1re brigade de la 1re division de cavalerie légère du général Louis Michel Antoine Sahuc, sous le commandement du colonel Louis Vallin. Il participe ainsi à la bataille de Sacile le 16 avril puis à la bataille du Piave le 8 mai.
Lors de la campagne de Russie de 1812 il est sous les ordres du du général Pierre Edmé Gautherin au sein de la 11e brigade de la 3e division de cavalerie légère du général du 3e corps de cavalerie de réserve du maréchal Emmanuel de Grouchy. Il est capturé et fait prisonnier par les Russes le 15 août 1812, et est emmené en captivité pendant trois ans, jusqu'à la chute du Premier Empire, après quoi il prend sa retraite en 1815 et retourne à Gand.

### Période belge
Le 23 décembre 1823, il intègre le corps des pompiers de Gand, corps alors armé (participant au maintien de l'ordre) et récemment créé. En 1829, il succède au commandant d'Henry et est promus au grade de Major. Le 2 février 1831, lui et ses hommes sortent victorieux d'un combat contre une troupe d'orangistes menés par Ernest Grégoire, venus tenter un coup d'état dans le but de placer le prince d'Orange sur le trône de Belgique, quelques mois après la révolution belge et l'indépendance proclamée le 4 octobre 1830. Pour son acte, Louis Van de Poele est nommé lieutenant-colonel dès le le 5 février et reçoit la croix de Fer. 
Il est ensuite nommé membre de la commission de sûreté publique de la ville puis, le 9 avril, il rejoint les forces armées belges en tant que commandant militaire de la place de Gand, succédant au colonel Van den Sanden. Il termine sa carrière le 14 septembre 1855 et reçoit le grade de major-général honoraire. Il est fait commandeur de l'Ordre de Léopold le 14 décembre 1837.

## Distinctions
- Commandeur de l'Ordre de Léopold (14 décembre 1837)
- Chevalier de la Légion d'honneur (1840)
- Croix de fer[6]

## Hommages
- Un tableau représentant son portrait fut peint par Charles Picqué et exposé en 1905 lors d'une exposition à l'occasion à l'occasion du 75e anniversaire de l'indépendance de la Belgique ainsi qu'en 1930 lors de l'exposition « Gand et la Flandre 1830-31 », organisée par le Conseil de la Galerie du Livre de la Ville de Gand et l'Ecole Supérieure de Gand[7].